# NGC 2026
NGC 2026 је расејано звездано јато у сазвежђу Бик које се налази на NGC листи објеката дубоког неба.
Деклинација објекта је + 20° 8' 0" а ректасцензија 5h 43m 12,0s. Привидна величина (магнитуда) објекта NGC 2026 износи 10,9.